# Campeonato Europeo de Halterofilia de 1997
El LXXVI Campeonato Europeo de Halterofilia se celebró en el año 1997 en dos sedes: las competiciones masculinas en Rijeka (Croacia) y las femeninas en Sevilla (España), bajo la organización de la Federación Europea de Halterofilia (EWF), la Federación Croata de Halterofilia y la Federación Española de Halterofilia.

## Medallistas

### Masculino
| Evento  | Oro                                                     | Plata                                                   | Bronce                                                  |
| ------- | ------------------------------------------------------- | ------------------------------------------------------- | ------------------------------------------------------- |
| 54 kg   | Halil Mutlu Turquía 125,0 + 155,0 = 280,0               | Sevdalin Minchev Bulgaria 115,0 + 140,0 = 260,0         | Mijail Shevchenko · Rusia · 115,0 + 130,0 = 245,0       |
| 59 kg   | Nikolai Peshalov Bulgaria 130,0 + 160,0 = 290,0         | Leonidas Sabanis · Grecia · 132,5 + 155,0 = 287,5       | Stefan Gueorguiev Bulgaria 127,5 + 155,0 = 282,5        |
| 64 kg   | Hafız Süleymanoğlu Turquía 142,5 + 165,0 = 307,5        | Zoltán Farkas · Hungría · 140,0 + 165,0 = 305,0         | Marian-Nicolae Dodita · Rumania · 132,5 + 162,5 = 295,0 |
| 70 kg   | Ergün Batmaz Turquía 155,0 + 192,5 = 347,5              | Zlatan Vanev Bulgaria 155,0 + 190,0 = 345,0             | Plamen Zheliazkov Bulgaria 150,0 + 180,0 = 330,0        |
| 76 kg   | Yoto Yotov Bulgaria 160,0 + 195,0 = 355,0               | Ingo Steinhöfel · Alemania · 157,5 + 192,5 = 350,0      | Ruslan Savchenko · Ucrania · 160,0 + 190,0 = 350,0      |
| 83 kg   | Marc Huster · Alemania · 170,0 + 207,5 = 377,5          | Dursun Sevinç Turquía 167,5 + 205,0 = 372,5             | Yuri Myshkovets · Rusia · 170,0 + 200,0 = 370,0         |
| 91 kg   | Sunay Bulut Turquía 177,5 + 210,0 = 387,5               | Oliver Caruso · Alemania · 175,0 + 210,0 = 385,0        | Oleh Chumak · Ucrania · 170,0 + 210,0 = 380,0           |
| 99 kg   | Stanislav Rybalchenko · Ucrania · 177,5 + 212,5 = 390,0 | Dmitri Smirnov · Rusia · 175,0 + 210,0 = 385,0          | Martin Tešovič · Eslovaquia · 167,5 + 210,0 = 377,5     |
| 108 kg  | Denys Hotfrid · Ucrania · 185,0 + 230,0 = 415,0         | Yevgueni Shishliannikov · Rusia · 190,0 + 225,0 = 415,0 | Viktors Ščerbatihs Letonia 182,5 + 215,0 = 397,5        |
| +108 kg | Tibor Stark · Hungría · 187,5 + 225,0 = 412,5           | Raimonds Bergmanis Letonia 180,0 + 227,5 = 407,5        | Stian Grimseth · Noruega · 190,0 + 215,0 = 405,0        |

1. 1 2 3  Arrancada (kg) + dos tiempos (kg) = total olímpico (kg).

### Femenino
| Evento | Oro                                                 | Plata                                              | Bronce                                                 |
| ------ | --------------------------------------------------- | -------------------------------------------------- | ------------------------------------------------------ |
| 46 kg  | Estefanía Juan Tello · España · 65,5 + 87,5 = 152,5 | Liubov Averianova · Rusia · 65,0 + 85,0 = 150,0    | Donka Mincheva Bulgaria 65,0 + 82,5 = 147,5            |
| 50 kg  | Esma Can Turquía 75,0 + 90,0 = 165,0                | Izabela Rifatova Bulgaria 72,5 + 92,5 = 165,0      | Rebeca Sires Rodríguez · España · 70,0 + 82,5 = 152,5  |
| 54 kg  | Neli Yankova Bulgaria 77,5 + 97,5 = 175,0           | Neslihan Demiröz Turquía 77,5 + 95,0 = 172,5       | Dagmar Daneková · Eslovaquia · 75,0 + 95,0 = 170,0     |
| 59 kg  | Fatma Kabadayı Turquía 87,5 + 117,5 = 205,0         | María Jristoforidu · Grecia · 82,5 + 105,0 = 187,5 | Josefa Pérez Carmona · España · 82,5 + 100,0 = 182,5   |
| 64 kg  | Ioanna Jatziioannu · Grecia · 87,5 + 110,0 = 197,5  | Erzsébet Márkus · Hungría · 90,0 + 107,5 = 197,5   | Tatiana Tezikova · Rusia · 85,0 + 107,5 = 192,5        |
| 70 kg  | Şule Şahbaz Turquía 100,0 + 120,0 = 220,0           | Irina Kasimova · Rusia · 92,5 + 122,5 = 215,0      | Ilona Dankó · Hungría · 97,5 + 117,5 = 215,0           |
| 76 kg  | Aysel Özgür Turquía 105,0 + 122,5 = 227,5           | Mária Takács · Hungría · 97,5 + 120,0 = 217,5      | Mónica Carrió Esteban · España · 97,5 + 115,0 = 212,5  |
| 83 kg  | Derya Açıkgöz Turquía 115,0 + 142,0 = 257,5         | Albina Jomich · Rusia · 107,5 + 125,0 = 232,5      | Monique Riesterer · Alemania · 100,0 + 127,5 = 227,5   |
| +83 kg | Nurcihan Gönül Turquía 107,5 + 130,0 = 237,5        | Stamatía Bontozi · Grecia · 92,5 + 120,0 = 212,5   | Katariina Sederholm · Finlandia · 90,0 + 120,0 = 210,0 |

1. 1 2 3  Arrancada (kg) + dos tiempos (kg) = total olímpico (kg).

## Medallero
| Núm. | País       | Oro | Plata | Bronce | Total |
| ---- | ---------- | --- | ----- | ------ | ----- |
| 1    | Turquía    | 10  | 2     | 0      | 12    |
| 2    | Bulgaria   | 3   | 3     | 3      | 9     |
| 3    | Ucrania    | 2   | 0     | 2      | 4     |
| 4    | Hungría    | 1   | 3     | 1      | 5     |
| 5    | Grecia     | 1   | 3     | 0      | 4     |
| 6    | Alemania   | 1   | 2     | 1      | 4     |
| 7    | España     | 1   | 0     | 3      | 4     |
| 8    | Rusia      | 0   | 5     | 3      | 8     |
| 9    | Letonia    | 0   | 1     | 1      | 2     |
| 10   | Eslovaquia | 0   | 0     | 2      | 2     |
| 11   | Finlandia  | 0   | 0     | 1      | 1     |
| 11   | Noruega    | 0   | 0     | 1      | 1     |
| 11   | Rumania    | 0   | 0     | 1      | 1     |
|      | TOTAL      | 19  | 19    | 19     | 57    |